# Sergei Salnikov
Sergei Sergeyevich Salnikov (Krasnodar, 13 de setembro de 1925 - 9 de maio de 1984) foi um futebolista soviético que foi campeão olímpico.

## Biografia
Salnikov é pai ex-tenista profissional Yuliya Salnikova-Tsitsipas, e avô do tenista grego Stefanos Tsitsipas.

## Carreira
Sergei Salnikov fez parte do elenco que foi medalha de ouro nos Jogos Olímpicos de 1956 e fez parte da equipe que disputou a Copa do Mundo de 1958

## Títulos
- Jogos Olímpicos de 1956.
- Primeira Divisão Soviética: 1954, 1956, 1958.
- Copa da União Soviética: 1944, 1946, 1947, 1953, 1958.